# EasyJet Europe
easyJet Europe Airline GmbH, que opera como easyJet, es una aerolínea de bajo costo con sede en Viena, Austria.

## Historia
La aerolínea fue establecida el 18 de julio de 2017 y comenzó a operar dos días después, siendo su primer vuelo entre el aeropuerto de Londres-Luton a su nueva sede en el aeropuerto de Viena. La aerolínea fue establecida tras la votación del referéndum del Reino Unido para abandonar la Unión Europea y la decisión de la aerolínea de obtener un Certificado de operador aéreo (AOC) en otro estado miembro de la UE para continuar operando vuelos dentro y fuera de los países europeos y los Estados Unidos.
easyJet es un grupo de aerolíneas paneuropeas con tres aerolíneas con sede en el Reino Unido, Austria y Suiza (easyJet RU, easyJet Europe y easyJet Switzerland), todas propiedad de easyJet plc, con sede en el Reino Unido y listadas en la Bolsa de Londres.

## Destinos
EasyJet Europe opera en conjunto con las otras aerolíneas de easyJet .

## Flota

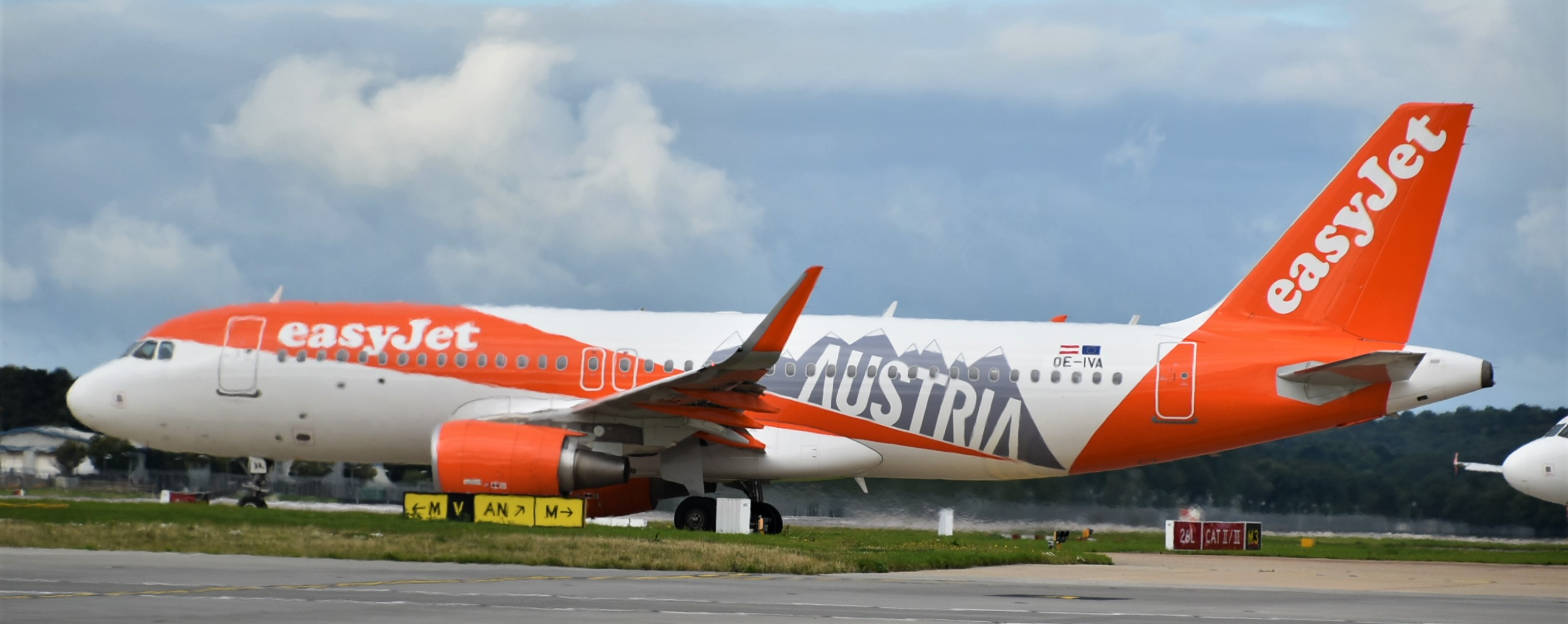
Airbus A320-200 de easyJet Europe

Hasta agosto de 2023 easyJet Europe operaba los siguientes aeronaves, con una edad media de 9,5 años:
| Aeronaves       | En servicio | Pedidos | Pasajeros (clase única) |
| --------------- | ----------- | ------- | ----------------------- |
| Airbus A319     | 35          | —       | 156                     |
| Airbus A320-200 | 77          | —       | 180/186                 |
| Airbus A320neo  | 18          | —       | 186                     |
| Airbus A321neo  | 8           | —       | 235                     |
| Total           | 138         | —       |                         |